# Jan Uher
Jan Uher (28. Januar 1891 in Prostějov – 27. Oktober 1942 in Berlin-Plötzensee) war ein tschechoslowakischer Pädagoge, der an mehreren Schulen und Universitäten lehrte. Er schloss sich der Widerstandsgruppe Obrana národa an, wurde deswegen 1939 verhaftet und 1942 in Berlin-Plötzensee hingerichtet.

## Leben
Jan Uher war das zweite von vier Kindern. Sein Vater war Fabrikarbeiter, seine Mutter Hausfrau, die mit Näharbeiten das Familieneinkommen aufstockte.
Jan Uher besuchte bis 1910 das Gymnasium in Prostějov. Danach absolvierte er bis 1911 das Tschechische Institut für Lehrerbildung. Danach begann er seine Lehrtätigkeit an verschiedenen Schulen: Bis 1914 war er in Vejšovicích, 1914 unterrichtete er in seiner Heimatstadt Prostějov und 1918 bis 1919 in Kostelci na Hané. Er unterrichtete Tschechisch, Geographie, Geschichte und Deutsch. Seine Lehrtätigkeit war durch den Ausbruch des Ersten Weltkrieges unterbrochen worden, er trat in die Österreichisch-Ungarische Armee ein, galt aber als körperlich zu schwach und wurde für Verwaltungsaufgaben eingesetzt. 1919 wurde er persönlicher Bibliothekar des damaligen Staatspräsidenten Tomáš Garrigue Masaryk. Er blieb dies bis 1922, dann wurde er Referent für das Ministerium für Bildung. Daneben begann er ein Studium der Philosophie der tschechischen Sprache an der Karls-Universität Prag. 1925 promovierte er in Brno. Anschließend war er bis 1935 Lehrer am Staatlichen Lehrinstitut für Frauen in Prag und am Staatlichen Lehrinstitut für Männer in Prag. 1935 erfolgte seine Berufung zum außerordentlichen Professor für Erziehungswissenschaften an die Masaryk-Universität. Auch an der Comenius-Universität (1937 bis 1938) wurde er Professor und er wurde Studiendirektor der Staatlichen Pädagogischen Akademie Bratislava.
Des Weiteren war er Vorsitzender des tschechischen Sokols und ab 1936 war er Herausgeber der Zeitschrift Sokolský vzdělavatel.
Am 10. Dezember 1921 heiratete er Milada, geborene Nedělníková. Mit ihr hatte er zwei Kinder: Boris Uher (geboren am 7. Mai 1923) und Jan Uher (geboren am 14. März 1928).
Jan Uher schloss sich der Widerstandsgruppe Obrana národa (Verteidiger der Nation) an. Am 20. November 1939 wurde er deswegen verhaftet, kam zuerst in ein Gefängnis in der Mozartstraße in Brno, dann kam er in die Festung Špilberk, von dort wurde er Ende Januar 1940 in ein Gefängnis nach Breslau verlegt. Von dort stammten auch seine letzten Briefe. Im Juni 1941 wurde er in ein Gefängnis nach Diez an der Lahn verlegt. Während seiner Zeit im Gefängnis lernte Uher Drucker und Schriftsetzer, arbeitete in der Gefängnisbibliothek und schrieb Gedichte. Am 9. Juni 1942 wurde Jan Uher in Berlin-Moabit zum Tode verurteilt. Das Todesurteil wurde am 27. Oktober 1942 in Berlin-Plötzensee durch Enthauptung vollstreckt. Jan Uhers Familie erhielt eine Rechnung für Gefängnis- und Hinrichtungskosten in Höhe von 1935,02 RM, deren Zahlung Uhers Familie verweigerte.

J. Šmíd, der sich in die Widerstandsgruppe einschleuste und diese an die Gestapo verriet, wurde 1944 von einem Partisanengericht verurteilt und hingerichtet.

## Ehrungen
- 1945: Tschechoslowakisches Kriegskreuz 1939
- 25. September 1946: Umbenennung der Ulice Sturmova in Ulice Jana Uhra (Brünn)
- 1947: Mitglied der Tschechischen Akademie der Wissenschaften und Künste
- 1992: Tomáš-Garrigue-Masaryk-Orden

## Gedenkstätten

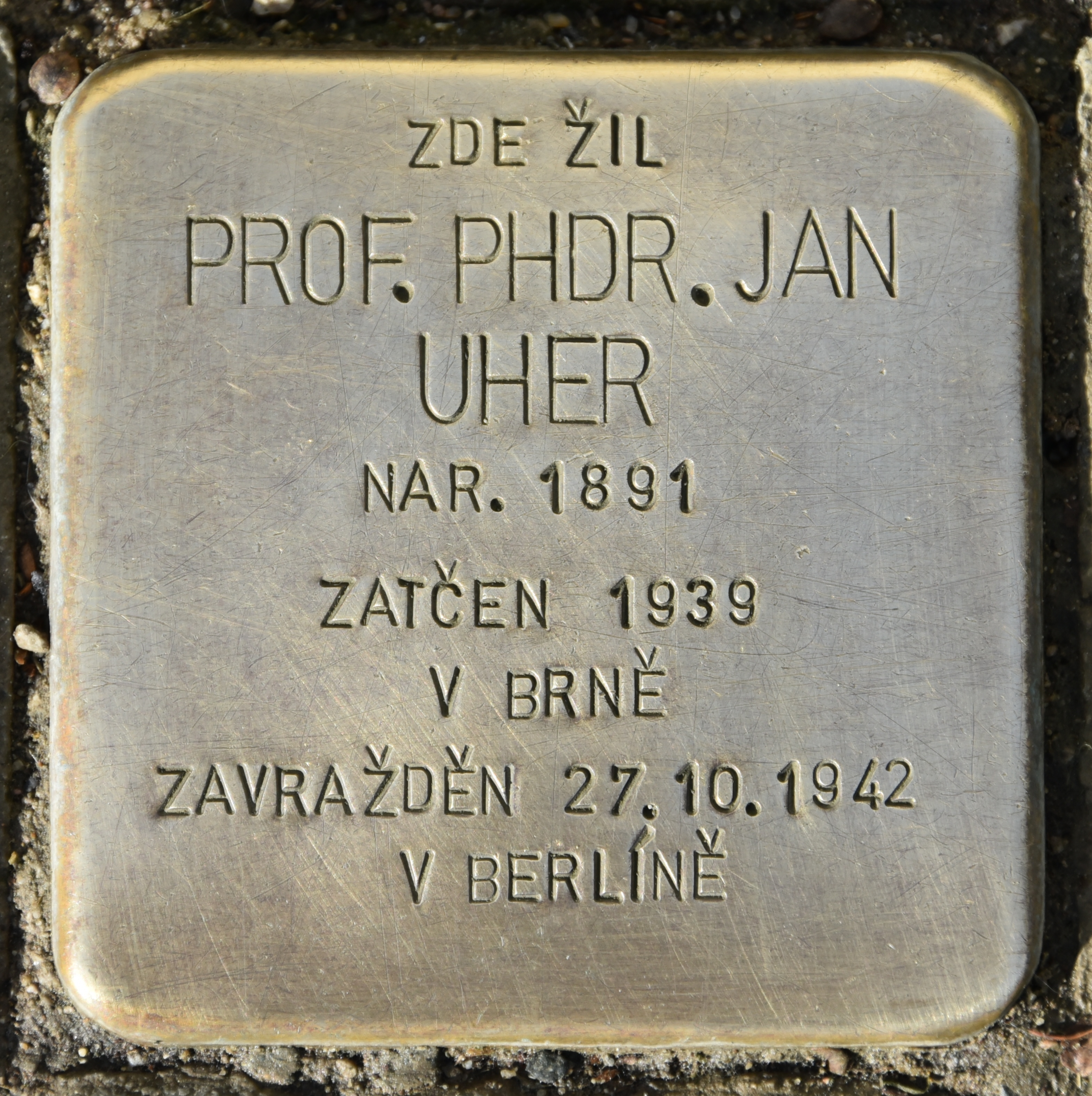
Stolperstein für Jan Uher

Für Jan Uher wurden folgende Gedenkstätten errichtet:
- Eine Gedenktafel befindet sich im Tyršův dům in Prag
- Eine Gedenktafel befindet sich im Gymnasium in Prostějov für die Opfer der Besatzung
- Am 23. November 1947 erfolgte die Enthüllung einer Gedenktafel in Sokol Brno I für die Opfer des Zweiten Weltkrieges.
- Am 17. November 1949 Enthüllung eines Gedenktafel für die Opfer des Krieges an der Fakultät der Künste in der Masaryk-Universität.
- Am 17. September 2014 verlegte Gunter Demnig einen Stolperstein in der Rudišova 161/6 in Brno.